# 須永元
須永 元（すなが はじめ、1868年7月20日〈慶応4年6月1日〉 - 1942年〈昭和17年〉7月1日）は、明治時代の漢学者、実業家、朝鮮独立運動を支援した活動家。輹斎と号した。

## 経歴
下野国安蘇郡天明町（現・栃木県佐野市）に豪農の子として生まれる。幼名を平十郎または平重郎という。明治19年（1886年）頃上京し、二松学舎に入り、三島中洲、岡本黄石に師事し、漢籍を修める。続いて1889年（明治22年）3月22日、慶應義塾別科独仏科に入り、大学部を卒業する。1895年（明治28年）に帰郷し、金玉均亡き後の朝鮮壮士を支援し、東邦協会や玄洋社、黒龍会の活動に没頭する。1895年（明治28年）には朝鮮に渡り、朴泳孝の旧宅に寄寓する。勝海舟や田中正造とも交遊があった。
1910年（明治43年）の日韓併合条約により独立運動から遠ざかり、牧場経営に力を入れる。転じて1921年（大正10年）、久慈川水力発電所事業を創立するために奔走し、1942年（昭和17年）7月1日、75歳の生涯を閉じた。葬儀には頭山満を始め多くの政財界関係者が参列し、佐野妙顕寺にて行われた。
近代日朝関係史を集めたその重要な資料は須永文庫として残されている。